# Devil May Care
Devil May Care är en EP av det norska black metal-bandet Susperia. EP:n utgavs 2005 av skivbolaget Tabu Recordings.

## Låtförteckning
1. "Venting the Anger" – 3:56
2. "Wild Child" (W.A.S.P.-cover) – 5:09
3. "Devil May Care" – 5:51
4. "Lack of Comprehension" (Death-cover) – 3:34
5. "The Sun Always Shines on T.V." (A-ha-cover) – 5:19

## Medverkande
Musiker (Skitliv-medlemmar)
- Athera (Pål Mathiesen) – sång
- Cyrus (Terje Andersen) – sologitarr, rytmgitarr
- Elvorn (Christian Hagen) – rytmgitarr
- Memnock (Håkon Didriksen) – basgitarr
- Tjodalv (Ian Kenneth Åkesson) – trummor

Bidragande musiker
- Marius Strand – sång (spår 1)

Produktion
- Susperia – producent
- Marius Strand – ljudtekniker
- Peter In de Betou – mastering